# فسفولیپاز دی
فسفولیپاز D ( عدد گروه آنزیم 3.1.4.4 ، لیپوفسفو دی استراز II، لسیتیناز D، فسفاتاز کولین) (PLD) یک است آنزیم از خانواده عظیم فسفولیپازها می باشد . فسفولیپازها به طور گسترده ای رخ می دهند و می توانند در گستره وسیعی از موجودات، از جمله باکتری ها، مخمر ها، گیاهان، حیوانات و ویروس ها یافت می شوند.   سوبسترای اصلی فسفولیپاز دی، فسفاتیدیل کولین ، که آن را برای تولید مولکول سیگنال اسید فسفاتیدیک (PA) و محلول کولین ، هیدرولاز می کند. گیاهان حاوی ژن های متعددی هستند که از ایزوآنزیم های مختلف PLD را کدگذاری می کنند که وزن مولکولی آنها بین 90 تا 125 کیلو دالتون است .  سلول های پستانداران دو ایزوفرم فسفولیپاز D را کدگذاری می کنند: PLD1 و PLD2 .  فسفولیپاز D نقش مهمی در بسیاری از فرایندهای فیزیولوژیکی دارد ، از جمله آمد و شد از سطح غشای ، سازماندهی مجدد سیتو اسکلتی ، واسطه-گیرنده اندوسیتوز ، اگزوسیتوز و مهاجرت سلولی .  از طریق این فرایندها، بیشتر در پاتوفیزیولوژی بیماری های متعدد دخیل است : به ویژه پیشرفت پارکینسون و آلزایمر ، و همچنین سرطان های مختلف.  

## کشف
فعالیت نوع PLD اولین بار در سال 1947 توسط دونالد جی. هاناهان و آی. ال چیکوف گزارش شد.  با این حال، در سال 1975، مکانیسم عمل هیدرولیتیک در سلول های پستانداران روشن شد. جایگاه ایزوفرم های PLD اولین بار از کلم و دانه های کرچک خالص شدند. ؛ در نهایت PLDα کلونی کرده و از انواع گیاهان، از جمله برنج، ذرت و گوجه فرنگی متمایز شد.  PLD های گیاهی در سه ایزوفرم کلیدی شده‌اند : PLDα ، PLDβ و PLDγ .  بیش از نیمی از قرن از مطالعات بیوشیمیایی، فعالیت های فسفولیپاز D و PA را در طیف گسترده ای از فرایندهای فیزیولوژیکی و بیماری ها شامل التهاب ، دیابت ، فاگوسیتوز ، سیگنالینگ عصبی و قلب و انکوزیسیون دخیل می کند . 